# 50 Hudson Yards
50 Hudson Yards je 58podlažní, 308 m (1 011 stop) vysoká budova, která vznikla v rámci projektu Hudson Yards Redevelopment v Hudson Yards na Manhattanu v New Yorku. Budova se nachází severně od 30 Hudson Yards a na východní straně Hudsonova parku a bulváru, v sousedství 55 Hudson Yards. Budova byla otevřena 19. října 2022.
Budova 50 Hudson Yards se řadí na čtvrté místo mezi největšími kancelářskými věžemi v New Yorku z hlediska dostupné pronajímatelné plochy s 270 000 m² komerčních prostor. Budova se nachází na jihozápadním rohu 34th Street a 10th Avenue.

## Historie
V dubnu 2014 byly zveřejněny nové rendery 62podlažní budovy o rozloze 210 000 m². Věž byla vyobrazena s výškou 326 m (1 068 stop). Změnily se také plány budovy; budova, která měla být původně stupňovitou stavbou s bílou fasádou, byla přepracována na trojdílnou stavbu se třemi obdélníkovými prvky, z nichž každý je menší než ten pod ním.
V prosinci 2016, poté co byl zveřejněn revidovaný plán budovy s tím, že správce aktiv BlackRock by měl jako kotevní nájemce obsadit 78 700 m², byly odhaleny nové rendery budovy navržené ateliérem Foster & Partners. V září 2017 získal developer Related Companies 3,8 miliard dolarů na financování nové věže, včetně úvěru ve výši 1,5 miliardy dolarů. 90% podíl v budově vlastnila společnost Mitsui Fudosan. Na financování věže se podílely Bank of China, Deutsche Bank, HSBC, Sumitomo Mitsui a Wells Fargo.
Práce na základech budovy 50 Hudson Yards byly zahájeny v květnu 2018, v srpnu 2018 byla výška budovy mírně zvýšena z 300 m na 308 m.
V říjnu 2022 si společnosti Related a Oxford Properties na 50 Hudson Yards půjčily od banky Wells Fargo přibližně 349 milionů dolarů. Budova byla oficiálně otevřena v říjnu 2022.

## Nájemci
Ještě před zahájením výstavby 50 Hudson Yards se společnost BlackRock v roce 2016 dohodla, že do budovy přestěhuje své sídlo jako kotevní nájemce. Dohodnutá nájemní smlouva se vztahuje na 15 pater budovy. V listopadu 2019 bylo oznámeno, že společnost Meta, tehdy známá jako Facebook, obsadí v budově 50 Hudson Yards 110 000 m². Tento pronájem představoval 80 % celkové plochy, kterou by společnost Facebook v Hudson Yards zabrala. V roce 2022 bylo oznámeno, že společnost Meta si část pater pronajme z důvodu úsporných opatření.
V září 2022 bylo oznámeno, že společnost Truist Financial podepsala nájemní smlouvu na 100 000 čtverečních stop (9 290 m²) v budově. Společnost Russ & Daughters plánuje otevřít provozovnu v budově na začátku roku 2023.

## Design a umístění
Budovu navrhla největší britská architektonická kancelář Foster & Partners a interiéry navrhl Tony Ingrao. Její fasáda ze skla a ručně tesaného italského mramoru obsahuje tři na sobě umístěné obdélníkové prvky zmenšující se velikosti.Výrazné konstrukční prvky jsou obloženy pečlivě vybranou bílou žulou Viscount. V lednu 2019 developeři odhalili dvě nejmenované plastiky ve tvaru hvězd z lakované oceli, hliníku a skelných vláken, jejichž autorem je americký umělec Frank Stella a které se nacházejí ve vstupní hale budovy. Stellovu sochu ve tvaru propojené hvězdy obklopuje na míru navržené eliptické schodiště od britského architekta a designéra Normana Fostera. Kromě toho se v přízemní hale nachází dvojice velkorozměrných abstraktních soch z lakované oceli, hliníku a skleněných vláken, které jsou rovněž dílem Franka Stelly a visí ze stropu.
50 Hudson Yards nahradila průjezdní McDonald's, který dlouho stál na jihozápadním rohu 34th Street a 10th Avenue. Vchod do mrakodrapu se nachází přímo naproti konečné stanici metra 7 Subway Extension. Podzemním tunelem je propojena se stanicí metra 7 a s obchodem The Shops & Restaurants at Hudson Yards.